# Белояровка (Томская область)
Белояровка (сельк. Те̄ӷ тю̄й мадь) — деревня в Колпашевском районе Томской области России. Входит в состав Новосёловского сельского поселения. Население 102 чел. (2021) .

## География
Находится в центральной части региона, у р. Кеть

## История
Основана в 1876 г. В 1926 году деревня Белый Яр состояла из 15 хозяйств, основное население — русские. В составе Типсинского сельсовета Колпашевского района Томского округа Сибирского края.
В соответствии с Законом Томской области от 09 сентября 2004 года № 195-ОЗ деревня вошла в состав Новосёловского сельского поселения.

## Население
| 1926 | 2002 | 2010 | 2012 | 2013 | 2014 | 2015 | 2021 |
| ---- | ---- | ---- | ---- | ---- | ---- | ---- | ---- |
| 86   | ↗314 | ↘207 | ↘203 | ↗204 | ↘201 | ↘190 | ↘102 |

## Инфраструктура
Белояровская средняя школа.
Личное подсобное хозяйство.

## Транспорт
Стоит на региональной дороге «Колпашево — Белый Яр» (идентификационный номер 69 ОП РЗ 69К-10).